# Tulsi Gabbard
Tulsi Gabbard (Leloaloa, Samoa Americana, 12 de abril de 1981) é uma política estadunidense e oficial da Reserva do Exército dos Estados Unidos atualmente servindo como a 8ª Diretora da Inteligência Nacional dos Estados Unidos. Anteriormente serviu na Câmara dos Representantes pelo 2.º Círculo eleitoral do Havaí de 2013 a 2021. Eleita em 2012, ela é a primeira hindu, bem como a primeira pessoa da Samoa Americana, no Congresso. Visando a presidência dos EUA, ela esteve entre os candidatos à nomeação do Partido Democrata para a eleição presidencial de 2020.
Em 2002, Gabbard foi eleita para o Câmara dos Representantes estadual do Havaí aos 21 anos de idade. Gabbard serviu então numa unidade médica na Guarda Nacional no Iraque de 2004 a 2005 e depois foi mandada para o Kuwait de 2008 a 2009 como líder de um pelotão da polícia militar do exército. Ela foi vice-presidente do Comitê Nacional Democrata de 2013 a 2016, quando renunciou para endossar o senador Bernie Sanders nas primárias presidenciais do Partido Democrata em 2016.
Gabbard apoia um sistema de saúde universal acessível para todos. Ela é a favor da licença parental remunerada, de créditos tributários para famílias, da renda básica universal e da Lei Glass-Steagall. Se opõe à Parceria Transpacífica e à imigração ilimitada, defendendo tanto fronteiras seguras quanto políticas migratórias humanizadoras. Embora apoie o não-intervencionismo na questão militar, se considera dura na questão do combate ao terrorismo, tendo frequentemente criticado o governo de Barack Obama por, segundo a mesma, "recusar-se a dizer que o verdadeiro inimigo [dos EUA] é o extremismo islâmico". Em 2017, sua decisão de se encontrar com o presidente sírio Bashar al-Assad e postura cética em relação às acusações de que ele havia realizado um ataque com armas químicas geraram controvérsia.
Por muito tempo, Gabbard defendeu a descriminalização das drogas e da prostituição. Ela também já defendeu o direito ao aborto (nos primeiros dois trimestres de gravidez ou até o terceiro, em caso de riscos severos à vida da pessoa grávida), tendo afirmado o procedimento deveria ser "seguro, legal e raro". Em 2012, apoiou a união civil homoafetiva.
Em 19 de março de 2020, Gabbard encerrou sua candidatura para a presidência e endossou o eventual vencedor, Joe Biden. Ela decidiu também naquele ano que não concorreria a reeleição para a Câmara dos Representantes. Desde que terminou sua campanha presidencial, assumiu posições socialmente conservadoras em tópicos de guerra cultural ou choque de civilizações incluindo aborto e direitos de transgêneros. Gabbard endossou a Lei dos Direitos dos Pais na Educação (em inglês: Parental Rights in Education Act) da Flórida, referente à proibição da instrução sobre sexualidade e identidade de gênero do jardim de infância ao 3.º ano do ensino fundamental, e em 2022, palestrou na Conferência de Ação Política Conservadora.